# Teenage Mutant Ninja Turtles: Fall of the Foot Clan
Teenage Mutant Ninja Turtles: Fall of the Foot Clan, conocido como Teenage Mutant Hero Turtles: Fall of the Foot Clan en Europa y Teenage Mutant Ninja Turtles en Japón, es el primer videojuego de las famosas Tortugas Ninja programado por Ultra Games empresa de Konami para la plataforma portátil Game Boy, después del éxito de las versiones para Nintendo de 8 bits (NES), este juego es una mini versión del TMNT II The Arcade Game para Game Boy, solo que desde una vista de plataforma totalmente horizontal integrando aspectos de la primera versión del (NES), pertenece al género de los videojuegos de plataforma por su vista horizontal aunque incorpora muchos elementos del género beat`em up.

## Argumento
Basada en la serie animada de 1987 las tortugas deben rescatar a su amiga Abril de las garras de Shredder, para ello deben pasar por 5 niveles llenos de enemigos y con un jefe al final de cada nivel.
Los enemigos que aparecen son los clásicos Foot Soldiers unos blancos y otros obscuros más rápidos, más feroces y capaces de parar las estrellas lanzadas por las tortugas, estos soldados pueden lanzar estrellas y en algunas escenas objetos, salen de todas partes, incluso caen rápidamente de cualquier esquina de la pantalla, los Mousers también hacen su aparición, al igual que los Roadkill Rodney los cuales son vencidos con 2 golpes o una patada, las tortugas deben luchar con insectos mecánicos voladores, torpedos robot, murciélagos, monstruos de fuego, rayos láser entre otros enemigos.
Escenas:
- Escena 1 Calles de la Ciudad y Alcantarillas (Traffic Jam)

Las tortugas deben avanzar por las calles y explorar las alcantarillas en busca de abril, pueden destruir tinacos y romper objetos para dañar a los enemigos, el nivel consta de 4 subniveles, al inicio se recorren las calles, después las alcantarillas, después regresan a las calles, para terminar en las alcantarillas donde se enfrentan al jefe final: Rocksteady quien ataca con una metralleta.

- Escena 2 La Fábrica (The Sewers of Your Dreams)

En este escena las tortugas deben esquivar tubos y saltar sobre material incandescente, la escena consta de 2 subniveles dentro de la fábrica donde al final se encuentra: Bebop quien ataca con una pistola de ondas de choque.

- Escena 3  Convoy (Queens New York)

En esta escena las tortugas avanzar velozmente sobre camiones en movimientos atacando enemigos hasta alcanzar al jefe final: Baxter Stockman en su versión Mosca que ataca desde el aire con una pistola de bolas de metal.

- Escena 4 Río y las cavernas de la montaña (Waste Dump Ravine)

La escena está constituida por 2 partes en la primera las tortugas avanzan sobre un río ya sea saltando troncos o buceando, las tortugas son atacadas por soldados del pie y pirañas, en al segunda parte las tortugas entran a una caverna llena de enemigos donde al final se enfrentan a: Shredder quien sorpresivamente no es el enemigo final de juego, no porta ninguna arma retromutagena como en otros juegos capaz de convertir a las tortugas en simples tortugas de acuario y solo ataca con una espada, es capaz de desaparecer y aparecer sorpresivamente.

- Escena 5 El Tecnodromo (The Technodrome)

La escena está formada por 2 niveles el primero es la clásica entrada al tecnodromo donde las tortugas se enfrentan a todos los enemigos comunes del juego y a rayos láser, en la segunda parte en el centro del Tecnodromo la tortugas avanzan un largo pasillo lleno de peligros y enemigos que atacan al mismo tiempo de manera rápida y sorpresiva, al final esta el portal dimensional del que surge Krang en su cuerpo androide que ataca con poderosos saltos con patada, una vez vencido escapa por el portal

- Final

Al final Las Tortugas rescatan a Abril y como en la versión de arcadias y en TMNT II The Arcade Game para NES el Tecnodromo es destruido en este caso se hunde en la tierra, después sale el mismo epílogo de las versiones arcadias y NES donde se menciona la derrota del Clan del Pie y se reflexiona sobre el destino final de Shredder y Krang, finalmente aparece la imagen de las tortugas triunfantes, los créditos y al final se ve a Krang riéndose como una antesala la secuela TMNT II: Back to the Sewers.

## Juego
Básicamente se trata de elegir una de la cuatro tortugas (Leonardo, Rafael, Miguel Ángel y Donatelo) para avanzar en cada una de las escenas de plataforma pegándole a todo enemigo que aparezca en pantalla, en este juego cada no tortuga no tiene diferencias significativas solo les diferencia el arma que se ve en pantalla pero no tiene diferencias en cuanto al alcance, poder o velocidad.
Cada tortuga si se agacha y da un golpe puede arrojar una rápida estrella para alcanzar a los enemigos a distancia, también es capaz de dar poderosos saltos de toda la pantalla y combinar estos con una poderosa patada que es el mejor ataque que tienen ya que es rápida, de gran alcance y causa mucho daños a jefes finales.
Cada tortuga tiene 10 cuadros de energía, la cual es afectada al ser tocada por cualquier enemigo, al agotar los 8 cuadros cada tortuga es capturada y no es posible recuperarla.
Como todos los juegos de Konami de la época las tortugas recuperan su energía a través de pizzas que van dejando los enemigos o que aparecen en diversas partes del juego puede ser solo un cuarto de pizza o toda una completa que restablece los 10 bloques de vida de cada personaje.
Se puede elegir tortuga al inicio y después de terminar cada área, también se pueden configurar los botones y elegir iniciar en cada una de las 5 áreas que forman el juego, aunque solo si se juega desde la primera hasta la quinta de manera consecutiva aparece el final.
El juego es muy sencillo y ameno, contiene todos los elementos que caracterizaron los juegos de las tortugas en esa época, no obstante la plataforma sus gráficos son muy buenos, simpáticos y con escenas chuscas, la música realizada por Tomoko Nishikawa y Michiru Yamane, al igual que otra versiones de la época es muy buena, destaca el tema clásico de las tortugas en la escena 1 y al final en el Tecnodormo.
El juego es muy corto y se caracteriza por ser el único con escenas secretas que consisten en 3 tipo de mini juegos que amenizan el juego y que al ganarlos se recupera la energía, el primer juego consiste en adivinar en 10 intentos un número secreto que pone Splinter, el segundo se trata de ganarle a Krang eliminado estrellas y hacer que sobre solo una y en el tercer juego se trata de dispararle a platos voladores.

## Recepción
Fue bien recibido y muy recordado por los jugadores de menor edad por sus sencillez y frescura, criticado por los jugadores de mayor edad que gustaban de juegos más largos y de mayor dificultad y los que seguramente prefieren las siguientes secuelas que se caracterizan por su duración y elevado grado de dificultad.